# Жак Сантер
Жак Луи Сантер (на люксембургски: Jacques Louis Santer; род. 18 май 1937, Васербилиг, Люксембург) е люксембургски политик, премиер-министър на Люксембург през годините 1984 – 1994.

## Биография
Завършва юридическия факултет на Страсбургския университет, Амстердамския университет и Института за политически науки в Париж (1959). Притежава научната степен доктор по право (от 1961 г.).
През 1961 – 1963 г. практикува като адвокат, а след това е на държавна служба и работи в държавния апарат.
В периода 1966 – 1972 г. е парламентарен секретар на Християнсоциалната народна партия (CSV). През 1970 г. е избран за заместник генерален секретар на CSV. В периода 1972 – 1985 г. е генерален секретар, след това председател на партията и член на нейния Управителен съвет.
През 1972 г. става държавен секретар по въпросите на социалната и културната политика. От 1974 г. е член на Европейския парламент, като от 1975 до 1977 г. е негов заместник-председател.
През 1979 г. става министър на финансите, след като CSV печели парламентарните избори. През 1984 г., след оставката на Пиер Вернер, той става новият министър-председател на страната, като остава и министър на финансите до 1989 г., а от 1989 г. заема едновременно постовете министър на културата и министър на държавната хазна.
През 1995 г. напуска поста на министър-председател, за да стане председател на Европейската комисия. Кандидатурата му се превръща в компромисен вариант между предложението на Обединеното кралство и френско-германското предложение. На тази позиция той подготвя въвеждането на еврото.
През 1999 г., след публикуването на доклад на независими депутати за развитието на корупцията в Комисията, той подава оставка и до 2004 г. е член на Европейския парламент.

## Отличия
- Исландия: Голям кръст на Орден на исландския сокол (1990)[2]
- Япония: Ордена на изгряващото слънце на голяма лента (2015)
- Люксембург: Голям кръст на Орден на дъбовата корона
- Люксембург: Голям кръст на Орден за заслуги
- Полша: Златен орден За заслуги към културата Gloria Artis (2008)
- Португалия: Голям кръст на Орден на Инфанта дон Енрике (1990)
- Португалия: Голям кръст на Военен орден на Христа (1988)
- Румъния: Голям кръст на Орден за вярна служба (2004)
- Италия: Велик рицарски кръст на Орден за заслуги към Италианската република (26/10/1973)[3]